# Yvré-l'Évêque
Yvré-l'Évêque es una comuna francesa situada en el departamento de Sarthe, en la región de Países del Loira.

## Demografía
| Gráfica de evolución demográfica de Yvré-l'Évêque entre 2006 y 2021 |
|                                                                     |

Fuentes: INSEE.